# Алкама ибн Абада
Алкама ибн Убада (арап. علقمة بن عبدة) иначе познат као 'Алкама ел Фахл (علقمة الفحل), је био арапски песник из племена Тамим, који је цветао у другој половини 6. века.
О његовом животу практично ништа није познато, осим што се његова главна песма односи на догађаје у ратовима између Лахмида и Гасанида. Чак је и датум овога сумњив, али се уопштено говори о периоду после средине 6. века. Каже се да је његов поетски опис нојева познат међу Арапима. Његов диван се састоји од три касиде (елегије) и једанаест фрагмената. Асма'и је сматрао да су три песме истините.
Песме је уредио Алберт Социн са латиничним преводом као Die Gedichte des 'Alkama Alfahl (Leipzig, 1867), а садржани су код Вилхелма Ахлвардта у Дивнсима о шест древних арапских песника (Лондон, 1870); cf. Ahlvardtov Bemerkungen uber die Echtheit der alten arabisch Gedichte (Greifsvald) (1872). стр. 65—71 и 146-168.